# 益田勝実
益田 勝実（ますだ かつみ、男性、1923年〈大正12年〉6月29日 - 2010年〈平成22年〉2月6日）は、日本の国文学者。古代文学専攻。元・法政大学文学部教授。

## 人物
山口県下関市出身。東京大学文学部卒業、同大学大学院修士課程修了、法政大学に勤務、1967年に教授。1989年(平成元年)3月退職。
説話研究や柳田國男らの民俗学の視点を導入した研究で知られる。2006年『益田勝実の仕事』で毎日出版文化賞受賞。
梅原猛の『水底の歌』が刊行され賞賛されていた時、益田はその決定的な矛盾を指摘した（『文学』1975年4月）。その書き方が、このような本はまともに相手にすべきものではない、というものだったため、梅原は反論し（同10月号）、実質上、益田の指摘が正しいことを認めつつ激しく罵倒したため、益田は再反論で、弱っていると書いた（同12月号）。
2010年2月6日、老衰により死去。86歳没。

## 著書
- 『説話文学と絵巻』 三一書房 1960、新版1977
- 『火山列島の思想』 筑摩書房 1968、新版1983／ちくま学芸文庫、1993／講談社学術文庫、2015
- 『記紀歌謡　日本詩人選（1）』 筑摩書房、1972、再版1976
- 『深層の日本文化』 富山県教育委員会、1973。小冊子
- 『秘儀の島 日本の神話的想像力』 筑摩書房、1976
- 『古事記　古典を読む』 岩波書店、1984／岩波同時代ライブラリー、1996
- 『益田勝実の仕事』（全5巻） ちくま学芸文庫、2006。鈴木日出男・天野紀代子監修
  1. 説話文学と絵巻　炭焼き翁と学童　民俗の思想[2]
  2. 火山列島の思想　歌語りの世界　夢の浮橋再説ほか
  3. 記紀歌謡　そらみつ大和　万葉の海ほか
  4. 秘儀の島　神の日本的性格　古代人の心情ほか
  5. 国語教育論集成。幸田国広編
- 『日本列島人の思想』 青土社、2015

## 参考
- kotobank > 益田勝実とは